# Еловский заказник
Еловский заказник — биологический заказник республиканского значения в Ганцевичском районе Белоруссии на территории болот Еловское и Коча.
В заказнике расположены Малое и Большое Покамерские озёра, а также проходит Корытинский канал, однако большую его часть занимают болота и лесо-болотные комплексы. В Еловском заказнике водятся занесённые в Красную книгу Белоруссии виды птиц: филин, неясыть бородатая, дятел белоспинный, зимородок обыкновенный.
В заказнике ведётся сбор клюквы, ежегодно заготавливается от 90 до 120 тонн ягод.